# Apan eller döden
Apan eller döden var ett svenskt radioteaterprogram. Det var en originalserie i nio delar av Osborn Bladini som sommarlovsföljetong i Sveriges Radio.
Den hade premiär 14 juni 2004 i regi av Peter Schildt. Apan eller döden är översatt till tyska och sänds julen 2006 under namnet Ich war ein Affenkind i Südwestrundfunk.